# Biduanda hewitsoni
Biduanda hewitsoni är en fjärilsart som beskrevs av Druce 1895. Biduanda hewitsoni ingår i släktet Biduanda och familjen juvelvingar. Inga underarter finns listade i Catalogue of Life.